# Torneo de Tianjin 2019
El Tianjin Open 2019 fue un torneo de tenis profesional jugado en canchas duras. Fue la 6.ª edición del torneo, que formó parte de la WTA Tour 2019. Se llevó a cabo en el Tuanbo International Tennis Centre de Tianjin (China) entre el 7 y el 13 de octubre de 2019.

## Distribución de puntos
| Modalidad           | Campeona | Finalista | Semifinales | Cuartos de final | 2ª ronda | 1ª ronda | Clasificadas | 2ª ronda de clasificación | 1ª ronda de clasificación |
| Individual femenino | 280      | 180       | 110         | 60               | 30       | 1        | 18           | 12                        | 1                         |
| Dobles femenino     | 280      | 180       | 110         | 60               | 1        | -        | -            | -                         | -                         |

## Cabezas de serie

### Individuales femenino
| Tenista           | Ranking | Preclasificada |
| Sofia Kenin       | 16      | 1              |
| Qiang Wang        | 20      | 2              |
| Dayana Yastremska | 26      | 3              |
| Caroline Garcia   | 31      | 4              |
| Shuai Zhang       | 35      | 5              |
| Yulia Putintseva  | 37      | 6              |
| Saisai Zheng      | 39      | 7              |
| Magda Linette     | 41      | 8              |

- Ranking del 30 de septiembre de 2019.[2]

### Dobles femenino
| Tenista                       | Ranking | Preclasificada |
| Nicole Melichar Yifan Xu      | 26      | 1              |
| Samantha Stosur Shuai Zhang   | 30      | 2              |
| Darija Jurak Desirae Krawczyk | 73      | 3              |
| Yingying Duan Shuai Peng      | 84      | 4              |

## Campeonas

### Individual femenino
Rebecca Peterson venció a  Heather Watson por 6-4, 6-4

### Dobles femenino
Shuko Aoyama /  Ena Shibahara vencieron a  Nao Hibino /  Miyu Kato por 6-3, 7-5